# Pålsholmen
Ne doit pas être confondu avec Pålsholmen (Bømlo).
Pålsholmen est une île norvégienne du comté de Hordaland appartenant administrativement à Bergen.

## Description
Rocheuse et couverte d'arbres, elle s'étend sur environ 237 m de longueur pour une largeur approximative de 88 m.